# Хумашах-султанија (ћерка Мурата III)
Хумашах-султанија (тур. Hümaşah Sultan; 1580, Истанбул - 13. септембар 1659, Истанбул) је била најмлађа ћерка Мурата III и Сафије-султаније. 

## Рођење и први брак
Султанија Хумашах је првобитно тумачена као прворођено дете Мурата III и султаније Сафије. Она је добила име по очевој сестри од стрица, Хумашах, која је подарила Сафије Мурату 1563. године. Историчар Алдерсон је назива Хума и уочава да је била узастопно удата за Лала Кара Мустафа-пашу (умро 1580), и Нишара Мехмед-пашу (умро 1586).
Како је познато да је Лала Кара Мустафа-паша био ожењен султанијом Хумашах, сестром од стрица Мурата III, а Нишар Мехмед-паша ожењен Фатма-султанијом (ћерком Хумашах-султаније), јасно је да је Алдерсон погрешио са навођењем бракова истоимене султаније. У другу руку, историчар Неџет Сакаоглу је назива Хумашах, потврђује брак са Нишар Мехмед-пашом и закључује да је ова султанија рођена доста рано — чак док је њен отац био принц. Како је у то време Мурат имао само једну конкубину, Сафије-хатун, Сакаоглу закључује да је Хумашах морала бити Сафијина кћерка. Међутим, утврђено је да је најстарија кћи Мурата III била Михримах-султанија.

## Живот
Хумашах-султанија је била најмлађе дете султаније Сафије, рођена 1580. године. Именована је у част унуке Сулејмана Величанственог, Хумашах-султаније, која је обучила њену мајку и подарила је њеном оцу док је још био шехзаде, и која је била њен највећи племићки и политички савезник.
Према наводима аустријских амбасадора из 1612. године, један од везира султана Ахмеда, Накаш Хасан-паша, био је супруг тетке султана Ахмета, коју је према њиховим тврдњама њен преминули брат Мехмед III удао последњих година своје владавине. Међутим, из тврдњи других историчара налазимо да је Хасан-паша оженио Хумашах-султанију у фебруару 1605. године. 
Хумашах је била најближа тетка султана Ахмета; најпре 28. фебруара 1606. године,  Ахмед I је на захтев своје тетке Хумашах наредио редовне исплате еминентних начелника града и одговарајуће додатаке из царске кухиње. Такође, Хумашах се помиње у документима из архиве палате из 1617. године као његова рођена тетка, чије је двоје кетуда  султан Ахмед послао да зароби санџак-бега провинције Нигде, чија даља судбина остаје непозната.
Из харемских регистара из времена Мурата IV и Ибрахима, Муратова кћи Хумашах је још била жива и примала је дарове као супруга покојног Накаш Хасан-паше. Последњи пут је примила дарове 1655. године.
Према наводима из харемских регистара, Хумашах-султанија је умрла 13. септембра 1659. године, надживевши своју мајку Сафије тачно 40 година. Из брака са Хасан-пашом, имала је ћерку Гевхерхан, којој је након смрти њеног оца додељивано 80 аспера дневно.

## У популарној култури
У серији Величанствени век: Косем њен лик је приказала глумица Вилдан Атасевер. Приказано је да је она била удата за Јеменли Хасан-пашу и Зулфикар-пашу, али то су нетачне историјске чињенице. Оно што јесте истинито јесте њено само постојање као ћерке Султаније Сафије и њена присутност за време владавине свог братанића.